# Priestess
I Priestess sono un gruppo musicale hard rock canadese formatosi nel 2003 a Montréal, in Québec, da Mikey Heppner (cantante/chitarrista), Mike Dyball (bassista), Vince Nudo (cantante/batterista), e Dan Watchorn (cantante/chitarrista).

## Storia del gruppo
I Priestess si sono formati nel 2003. Mike Heppner era il chitarrista dei The Dropouts quando 3 dei componenti della band decisero di trasferirsi a New York per formare i The Stills. Finita questa esperienza, Mike Heppner decide di formare una nuova band chiamandola Priestess. Nel 2005, pubblicano il loro primo album, Hello Master. L'album è stato pubblicato con la Indica Records in Canada e con la Ace Fu Records negli Stati Uniti. Un anno dopo arriva il contratto con la prima Major, la RCA Records nel 2006; sempre lo stesso anno i Priestess fanno da gruppo di apertura dei Dinosaur Jr. durante il loro tour primaverile negli Stati Uniti. Oltre ai Dinosaur Jr. il gruppo partecipa ai tour di The Sword, Early Man e Diamond Nights durante il 2006.
Una versione rimasterizzata di Hello Master viene pubblicata nel giugno dello stesso anno, e il gruppo partecipa ad altri spettacoli live con i Riverboat Gamblers e i Bronx. Grazie a questa seconda Release, le tracce Talk to Her e Lay Down sono state inserite nella programmazione radiofonica delle più importanti radio rock.
La Band durante i vari tour ha suonato vari pezzi del loro prossimo album, il quale verrà messo in commercio nel marzo 2009.
Nel febbraio 2010 hanno accompagnato i Bigelf in Europa in occasione del "Cheat the Gallows Tour", facendo tappa anche in Italia il 12 febbraio al New Age Club di Roncade (TV) e il 13 febbraio al Tunnel di Milano.

## Formazione
- Mikey Heppner – voce, chitarra solista
- Dan Watchorn – chitarra ritmica, cori
- Mike Dyball – basso
- Vince Nudo – batteria, percussioni, cori

## Discografia

### Album in studio
- 2006 – Hello Master
- 2009 – Prior to the Fire

### Singoli
- 2006 – Run Home
- 2006 – Lay Down
- 2006 – Talk to Her
- 2007 – Blood
- 2007 – I Am the Night, Colour Me Black